# Nizas (Gers)
Nizas település Franciaországban, Gers megyében. Lakosainak száma 137 fő (2022. január 1.). Nizas Pompiac, Monblanc, Samatan, Savignac-Mona és Seysses-Savès községekkel határos.

## Népesség
A település népességének változása:
| Lakosok száma | 98   | 103  | 98   | 175  | 159  | 156  | 149  | 138  | 137  | 137  |
|               | 1968 | 1982 | 1990 | 2006 | 2013 | 2015 | 2017 | 2019 | 2020 | 2022 |